# Martini-Enfield
Il Martini-Enfield è un fucile britannico a retrocarica, a colpo singolo, derivato direttamente dal fucile Martini-Henry, mediante la sostituzione della canna calibro .45 (corrispondenti a 11,43 mm.), con una (concepita e costruita presso l'arsenale di Enfield) adatta alle più moderne cartucce calibro .303 British che avevano caratteristiche balistiche molto migliori, sulla lunga distanza, delle calibro .45.
Ha equipaggiato le truppe britanniche tra la fine del XIX e l'inizio del XX secolo.
Il Martini-Enfield venne utilizzato durante la seconda guerra boera, la Grande Guerra, la rivolta araba del 1916-1918 guidata da Lawrence d'Arabia e la seconda guerra mondiale, durante la quale armava la British Home Guard.
L'aspetto esteriore, le qualità ed i difetti del fucile erano gli stessi del Martini-Henry.